# سرخس ضفيري
السرخس الضفيري (الاسم العلمي: Platyzoma microphyllum)، هو النوع الوحيد في جنس بلاتيزوما، وهو نبات سرخسي أصيل في شمال أستراليا. يوجد في منطقة كيمبرلي في غرب أستراليا. وفي الإقليم الشمالي وكوينزلاند، وفي شمال نيو ساوث ويلز، حيث يعتبر مهدد بالانقراض.